# 东达沃省

東達沃省

东达沃省（英語：Davao Oriental），是菲律宾南部一省，属于达沃区。该省位于棉兰老岛的东部，菲律宾海西岸，与康波斯特拉谷省、南苏里高省和南阿古桑省相邻。首府为马蒂。

## 簡介
- 隸屬地區：達沃區
- 時區：GMT+8
- 使用語言：宿霧語、Mandaya
- 人口：486,104人[1]
- 面積：5670.1平方公里

## 行政區域
東達沃省劃分為10個自治市及3個城市。

### 城市
- 馬蒂（Mati City）- 首府

### 自治市
- 巴岡阿，咱儂話＂描顏牙＂（Baganga）
- 巴奈巴奈，咱儂話＂描乃描乃＂（Banaybanay）
- 波士頓（Boston）
- 卡拉加，咱儂話＂加拉牙＂（Caraga）
- 卡特埃爾，咱儂話＂加地埃＂（Cateel）
- 齊內洛蘇省長市（Governor Generoso）
- Lupon
- 馬乃（Manay）
- 聖伊西德羅（San Isidro）
- 塔拉戈納，咱儂話＂沓拉戈那＂（Tarragona）